# Calophyllum rivulare
Calophyllum rivulare là một loài thực vật có hoa trong họ Calophyllaceae. Loài này được Bisse mô tả khoa học đầu tiên năm 1974.